# Грийн (окръг, Айова)
Вижте пояснителната страница за други населени места с името Грийн.
Окръг Грийн (на английски: Greene County) е окръг в щата Айова, Съединени американски щати. Площта му е 1475 квадратни километра, а населението – 8888 души (по изчисления за юли 2019 г.). Административен център е град Джеферсън.